# جورديان الأول
غُورِدْيَان الأوّل وتٌكتب غُرْدِيَان الأوّل (وُلد في نحو العام 159 بعد الميلاد – توفي في 12 أبريل 238 بعد الميلاد) واسمه الكامل ماركوس انطونيوس جوردیانوس سمبرونیانوس رومانوس آفریکانوس أغسطس (باللاتينية: Marcus Antonius Gordianus Sempronianus Romanus Africanus) هو إمبراطور رومانيّ حكم لـ 21 يومًا إلى جانب ابنه غورديان الثاني عام 238، وهو عام الأباطرة الست. انخرط غورديان في تمرد ضد الإمبراطور ماكسيمينوس ثراكس، فهُزم على يد القوات الموالية لماكسيمينوس، وانتحر بعدما توفي ابنه.

## عائلته وخلفية عن حياته
لا يُعرف الكثير عن المراحل الأولى من حياة غورديان أو خلفية عائلته. لا توجد دلائل موثوقة عن أصول عائلته. كانت عائلته من طبقة الإكوايتس. يُقال أن لغورديان الأول صلة قربى تربطه بأحد أعضاء مجلس الشيوخ البارزين في عصره. يشير اسمه الأول واسم عائلته –وهو ماركوس أنطونيوس– إلى احتمال حصول أسلافه على حق المواطنة الرومانية خلال عهد مارك أنطوني إبان الحكم الثلاثي، أو خلال عهد إحدى بناته أثناء فترة الجمهورية الرومانيّة. يشير لقب غورديان، وهو «غورديانوس»، إلى أن أصول عائلته تعود للأناضول، من غلاطية أو كبادوكيا تحديدًا.
وفقًا لكتاب هستوريا أوغوستا، كانت والدته من أصول رومانية، واسمها أولبيا غورديانا، وكان والده عضو مجلس الشيوخ مايتشوس مارولوس. يدحض المؤرخون الحديثون المعلومة المتعلقة باسم والده، لكن هوية والدته قد تكون صحيحة. بالإمكان تخمين تاريخ عائلة غورديان من الكتابات المنقوشة. فاسم سمبرونيانوس مثلًا، وهو أحد أسمائه، قد يحمل صلة بوالدته أو جدته. عُثر في مدينة أنقرة التركية على نقش جنائزي يحوي اسم سمبرونيا رومانا، وهي ابنة شخص يُدعى سمبرونيوس أكويلا (وزير إمبراطوري). صممت رومانا هذا النقش الجنائزي مجهول التاريخ لزوجها (واسمه مجهول أيضًا) الذي توفي بعدما كان مرشحًا لنيل لقب بريتور العسكري. ربما انتمى غورديان إلى طبقة النخبة في سمبرونيا.
حدد المؤرخ الفرنسي كريستيان ستيباني والدي غورديان الأول، وهما ماركوس أنطونيوس (وُلد نحو العام 135) وزودته سمبرونيا رومانا (وُلدت نحو العام 140)، ابنة المستشار تيتوس فلافيوس سمبرونيوس أكويلا (وُلد نحو العام 115) وزوجته كلاوديا (وُلدت نحو العام 120)، والأخيرة هي ابنة رجل مجهول الهوية وزوجته كلاوديا تيسامِنيس (وُلدت نحو العام 100)، والأخيرة هي شقيقة هيرودس أتيكوس. يبدو من شجرة العائلة تلك أن صلة القربى بين غورديان الأول وهيرودس أتيكوس عن طريق والدته أو جدته وليست عن طريق زوجته.
وفقًا لهستوريا أوغوستا أيضًا، كانت زوجة غورديان الأول امرأةً رومانية تُدعى فابيا أورستيلا التي وُلدت نحو العام 165، حيث يدعي الكتاب أنها تنحدر من سلالة الإمبراطورين أنطونيوس بيوس وماركوس أوريليوس عن طريق والدها فلافيوس أنطونيوس. يدحض المؤرخون الحديثون صحة المعلومتين السابقتين المتعلقتين باسمها وصلة القربى التي تربطها بالإمبراطورين.
أنجب غورديان وزوجته طفلين على الأقل، ابنٌ يحمل الاسم نفسه، وابنة تدعى أنطونيا غورديانا (وهي والدة الإمبراطور المستقبلي غورديان الثالث). توفيت زوجة غورديان الأول قبل العام 238 ميلاي. يقول المؤرخ كريستيان ستيباني أن والداها هما ماركوس أنيوس سيفيروس، وهو الذي شغل منصب قنصل إضافي، وزوجته سيلفانا التي وُلدت نحو العام 140 ميلادي، وهي ابنة لوتوس بلاتيوس لاميا سيلفانوس وزوجته أوريليا فاديلا، والأخيرة هي ابنة أنطونيوس بيوس من زوجته آنيا غاليريا فوستينا أو فوستينا الكبرى كما تُعرف.

## النشأة
تسلّق غورديان التسلسل الهرمي للسلطة في الإمبراطورية الرومانية باطّراد منذ أن أصبح عضوًا في مجلس الشيوخ الروماني. بدأت مسيرته السياسية في وقت متأخر نسبيًا من حياته، بينما قضى الأعوام الأولى من حياته في الدراسات الأدبية وفن الخطابة. عندما دخل السلك العسكري، كان قائد الفيلق السكيثي الرابع الذي تمركز في سوريا الرومانية. شغل غورديان منصب حاكم بريطانيا الرومانية في العام 216 ميلادي، وشغل منصب مستشار إضافي لبعض الوقت خلال عهد الإمبراطور إيل جبل. حُذفت النقوش التي تحمل اسمه في بريطانيا الرومانية جزئيًا، ما يشير إلى بروز استياء إمبراطوري من حكمه.

## أعماله
أشتهر جارديان الأول ببنائه قصر الجم سنة 238 وهو عبارة عن مسرح روماني في مقاطعة أفريكا وهو الآن يقع في ولاية المهدية بتونس ويعتبر من مواقع التراث العالمي لليونسكو.

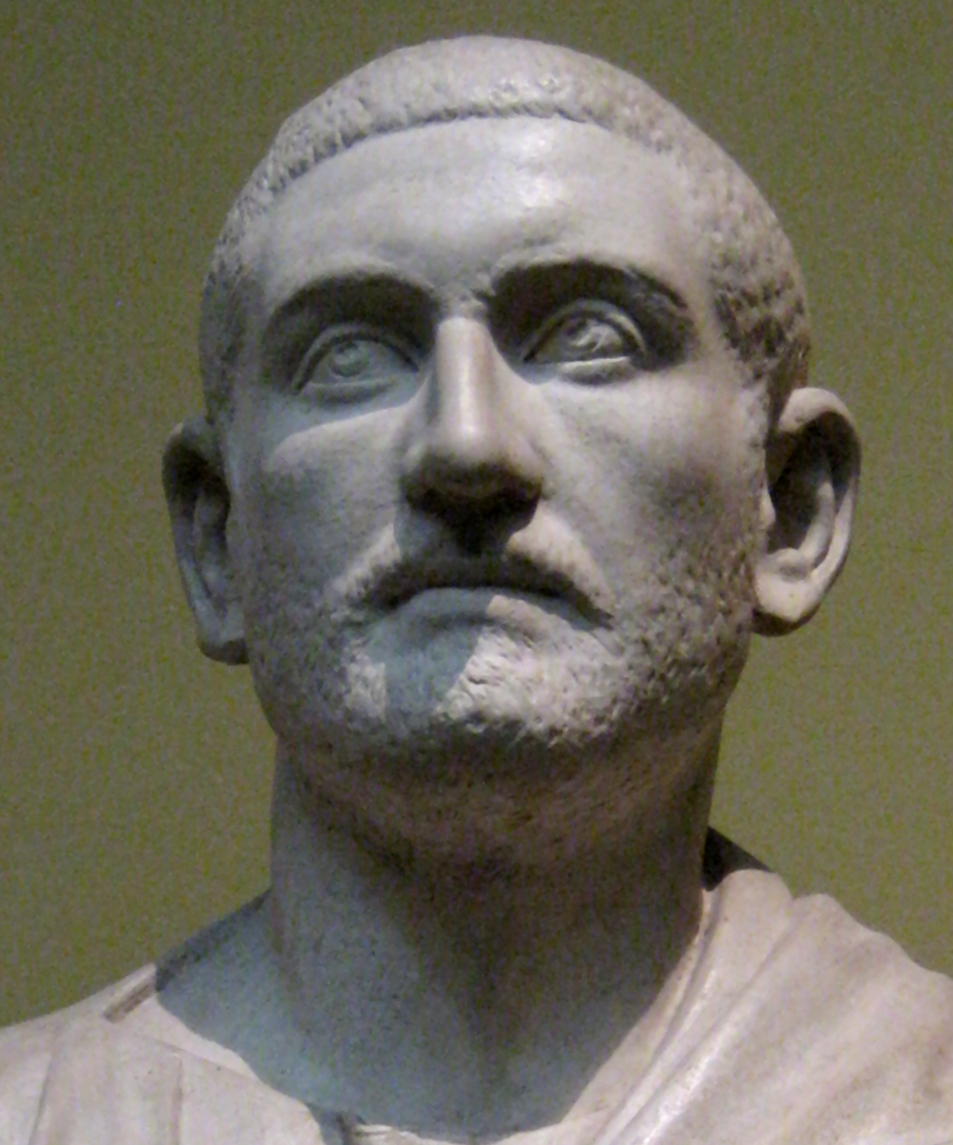
تمثال غورديان الأول في المتحف البريطاني
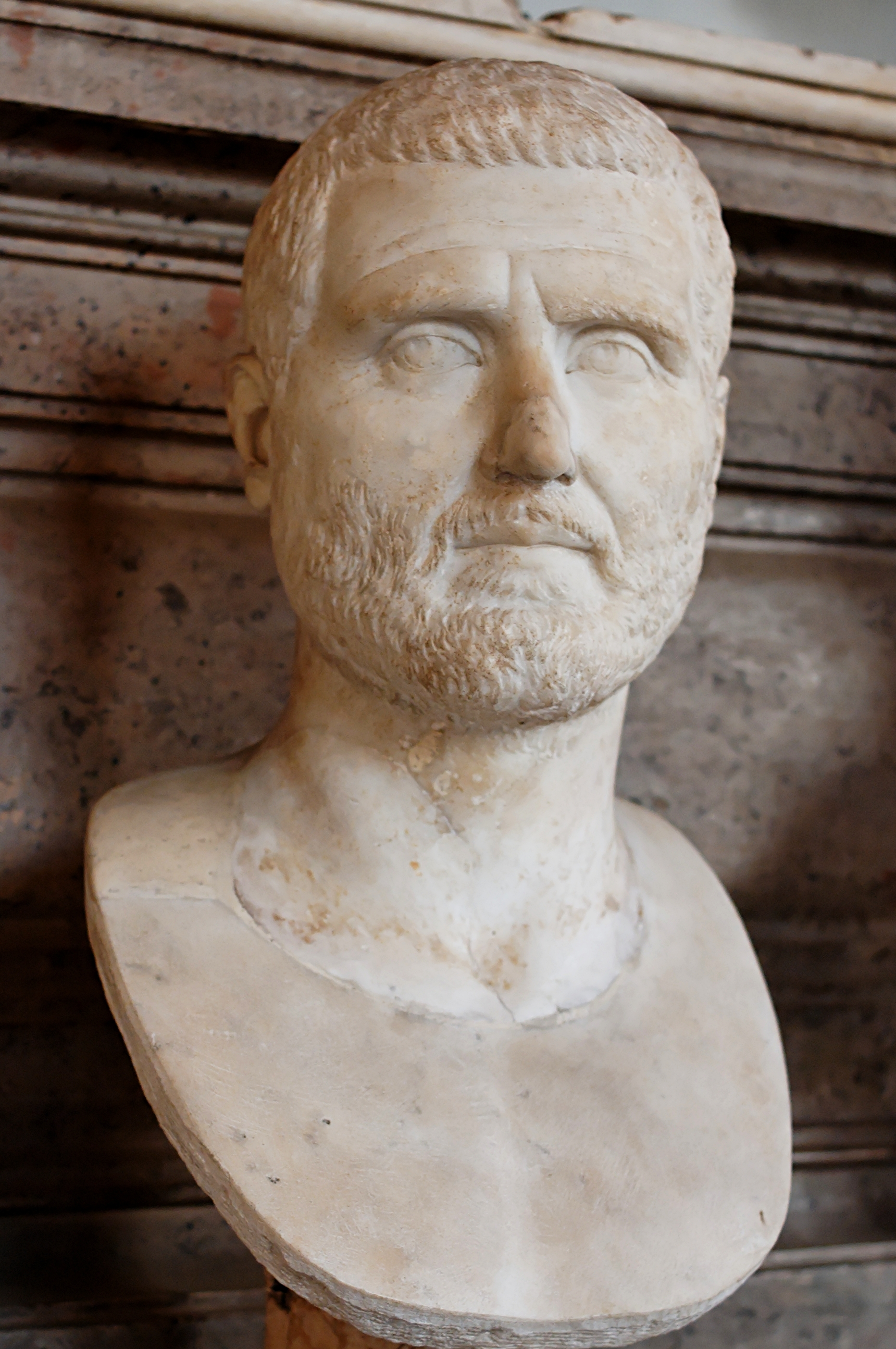
تمثال غورديان الأول في متحف كابيتوليني بإيطاليا
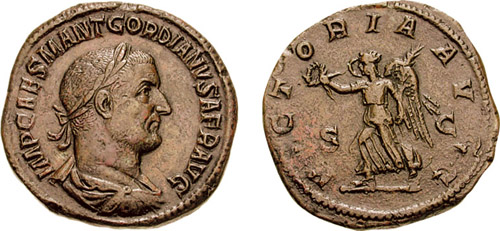
صورة غورديان الأول على نقد روماني